# Arttu Lappi
Pour les articles homonymes, voir Lappi (homonymie).
Arttu Ville Eemeli Lappi, né le 11 mai 1984 à Kuopio, est un sauteur à ski finlandais. Il fait partie de la nouvelle vague de sauteurs finlandais des années mi-2000, son premier grand succès est obtenu aux championnats du monde de ski nordique 2003 à Val di Fiemme où, avec l'équipe finlandaise, il s'impose et devient champion du monde sur le grand tremplin en compagnie de Janne Ahonen, Tami Kiuru et Matti Hautamäki. Il faut attendre la saison 2007 pour le voir remporter sa première victoire en Coupe du monde à Kuusamo chez lui devant le double champion olympique Simon Ammann.

## Palmarès

### Championnats du monde
| Épreuve / Édition | Val di Fiemme 2003 | Sapporo 2007 |
| Petit tremplin    | 6e                 | 22e          |
| Grand tremplin    | 12e                | 11e          |
| Par équipes       | Or                 | 4e           |

### Coupe du monde
- Meilleur classement général : 15e en 2007.
- 1 podium individuel : 1 victoire.
- 2 podiums par équipes.

#### Victoire
| Année | Lieu               |
| 2007  | Kuusamo (Finlande) |

### Championnats du monde junior
- Médaille d'or par équipes en 2002.